# Ladislav Fikar
Ladislav Fikar (* 29. Juni 1920 in Samotín; † 12. Juli 1975 in Prag) war ein Schriftsteller, Übersetzer aus dem Russischen, Deutschen, Französischen, Englischen und weiteren Sprachen.
Nach dem Abitur in Havlíčkův Brod 1941 ging er nach Prag. 1945 bis 1948 studierte er Philosophie und vergleichende Geschichte an der Philosophischen Fakultät der Karls-Universität. Gleichzeitig leitete er die Theaterrubrik in der Zeitung Mladá Fronta. 1947 wurde er Verlagsredakteur beim Verlag Borový. Nach seiner Umbenennung in Tschechoslowakischer Schriftsteller (Československý spisovatel) wurde er 1952 bis 1956 zum Chefredakteur ernannt und 1956 zum Direktor berufen. 1960 wurde er leitender Dramaturg beim Tschechoslowakischen Staatsfilm. Nach seiner Entlassung war er kurzzeitig Betriebsleiter beim Verlag Albatros. 1973 ging er in den Ruhestand.

## Werke
Seine ersten Werke waren in Zeitschriften abgedruckte Gedichte und die Sammlung Samotín und das im Ausland herausgegebene Buch Stein und Grab (Kámen a hrob). Seit seiner Studentenzeit widmete er sich vor allem künstlerischen poetischen Übersetzungen sowie von Theaterstücken der Autoren Arbusow, Tschechow, Jessenin, Pasternak, Pupkin, Rilke.

### In deutscher Sprache wurden publiziert
- Stein und Grab (1979, München 1988)